# Vohémar
Vohémar ou Iharana (corail) est une ville et commune urbaine malgache, située dans la partie nord-Est de la région Sava, dans la province d'Antsiranana. La ville est située à 155 km au nord de Sambava.
Vohémar est le chef-lieu du district de Vohemar, un des 4 districts constituant la région Sava.

## Histoire
Les premiers habitants de Vohémar étaient des Antavaratra (nordistes) et des Antiharana (actuel Antakarana). La ville a vu le jour dans le quartier d'Androronana et Antsorolava au pied du contrefort qui délimite la plaine au Sud. Les immigrants islamisés dénommés Rasikajy se sont mélangés aux nordistes forment l'actuel peuple.
L'origine du nom de la ville : dès le XVe siècle, Ibn Madjid, navigateur, parle de "Bimaruh", en 1514, les portugais parlent du port de "Bemaro".
En 1526, Vohémar s'est faite appelée "Reis Bimar", nom dérivé du nom du sultan Bimar.
En 1557, le portugais Diogo de Cuto a parlé dans ses écrits de Bimaro, un port du Nord Est de l'île, où des navigateurs de différents origines fesaient escale.
Ces noms sont transformés en Vohémar au XVIIe siècle. Et Iharana vient de "Heharang" qui signifie port des blancs.

## Démographie
Vohémar compte environ 30 000 habitants.

## Économie
L'économie principale de Vohémar est la production de vanille, suivie ensuite de la pêche traditionnelle, la riziculture, le café, l'or, puis la pierre précieuse.[réf. souhaitée]
Le port de Vohémar est le seul port de la région Sava.[réf. souhaitée]
Actuellement, la RN 5a, route nationale reliant Ambilobe et Vohemar mesurant 151 km, est réhabilitée. Si auparavant il fallait 5 heures pour la parcourir pendant la saison sèche et environ une semaine pendant la saison des pluies, désormais il ne faut que de 2 heures et demi.

## Culture
Sur le plan culturel, Vohémar est connue pour sa tradition qui se déroule tous les trois ans, la visite de lieu de sépulture (vangy tany manintsy),,.